# Vilppula
Vilppula este o fostă comună din Finlanda.